# Карделли, Алессандро
Алессандро Карделли (итал. Alessandro Cardelli; род. 7 мая 1991, Чезена, Италия) — сан-маринский политик, юрист и парламентарий, с 1 октября 2020 по 1 апреля 2021 года капитан-регент Сан-Марино вместе с Мирко Дольчини.

## Биография
Алессандро Карделли родился в Италии в мае 1991 года. Впоследствии рос и учился в школе в Сан-Марино в городе Борго-Маджоре. По завершении школы учился в столице Италии Риме в университете на юриста. По окончании его работал в Сан-Марино нотариусом.
В 2009 году он вступил в христианско-демократическую партию и уже в декабре 2012 года он стал депутатом парламента Сан-Марино, самым молодым депутатом того созыва. Через четыре года, после следующих выборов он возглавил в парламенте фракцию своей партии. В сентябре 2020 года он был избран на текущий срок руководителем страны. Вступил в должность капитан-регента Сан-Марино 1 октября. Занимал этот пост в течение полугода.

## Факты
- Алессандро Карделли в период капитан-регентства самый молодой руководитель страны или правительства в современном мире.
- Алессандро Карделли является первым руководителем страны и правительства в мире, который родился в последнее десятилетие XX века.